# Penektomie
Penektomie, auch Penisamputation, nennt man die völlige Entfernung des Penis. Als Unterform kann die Glansektomie betrachtet werden, bei der lediglich die Eichel (Glans penis) entfernt wird.

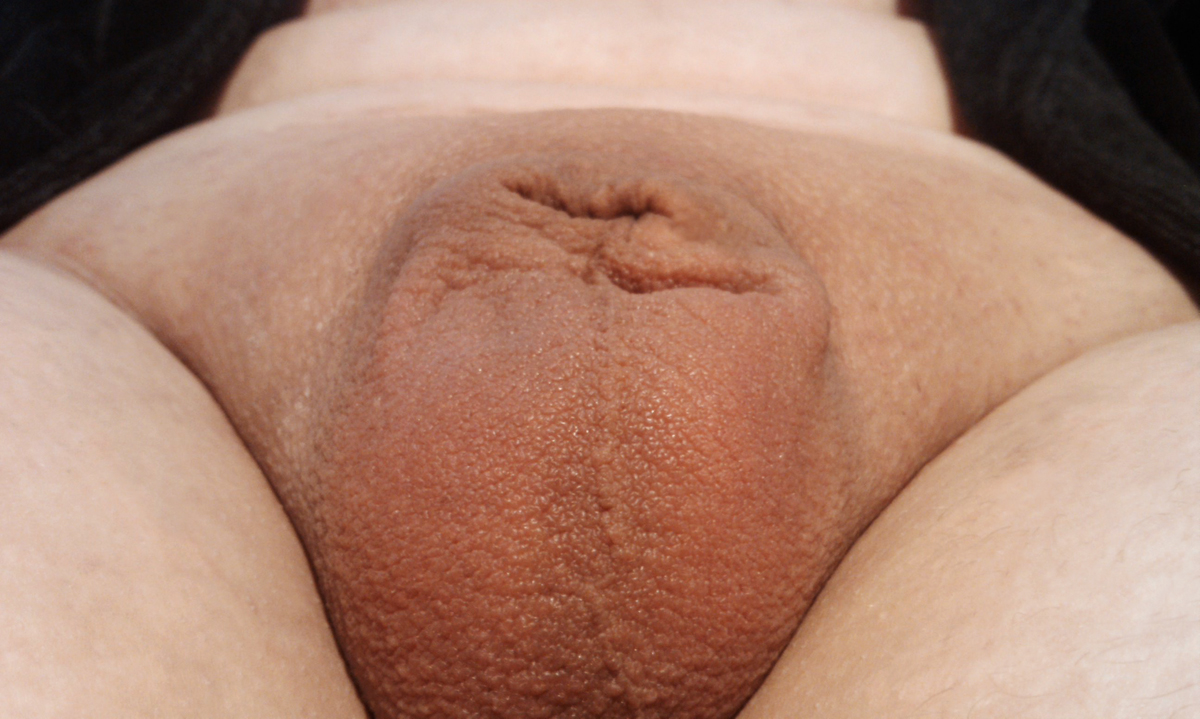
Genitalbereich nach Entfernung des äußeren Penis (partielle/subtotale Penektomie)

## Medizinische Indikation

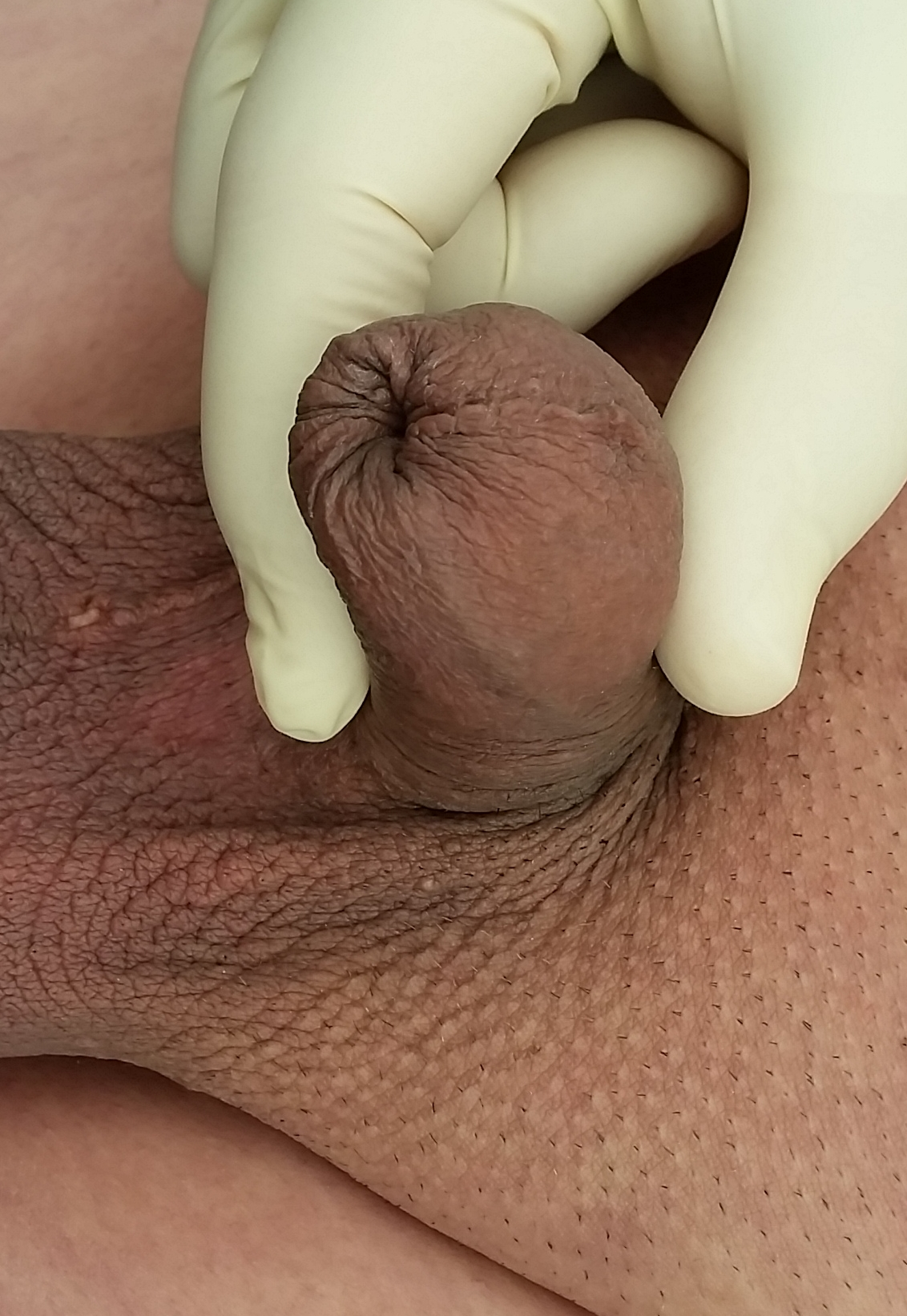
Penisstumpf nach partieller Penektomie

Aus medizinischen Gründen wird eine vollständige oder nur teilweise (partielle) Penektomie heute meist bei Vorliegen eines bösartigen Tumors des Penis vorgenommen. Weitere Gründe sind eine fehlgeschlagene Beschneidung, eine schwere Infektion (Fournier-Gangrän) oder andere schwere Verletzungen. 
Eine Penektomie kann optisch und funktionell nicht mit einer geschlechtsangleichenden Operation bei Transgeschlechtlichkeit verglichen werden, da bei einer geschlechtsangleichenden Operation der Penis nicht vollständig entfernt, sondern zusammen mit dem Scrotum operativ in eine Neovagina umgeformt wird, die optisch und funktionell einer Vagina nachempfunden ist.
Je nach Ausdehnung der Erkrankung oder Verletzung wird entweder ein Teil des Penis (partielle Penektomie) oder der vollständige Penis (totale Penektomie) amputiert. Bei einer vollständigen (totalen) Penektomie kann die Harnröhre zwischen Hodensack (Scrotum) und After verlegt werden, wenn die verbliebene Länge des Penisstumpfes ein zielgerichtetes Urinieren im Stehen nicht mehr zulässt (perineale Urethrostomie).

## In der Mythologie
Bereits in den altägyptischen Mythen findet sich die Penektomie: Gemäß dem Osirismythos wird Osiris von seinem Bruder Seth getötet, in Stücke geschnitten, sein Penis wird in den Nil geworfen. Der Frau des Osiris, Isis, gelingt es mit der Hilfe von Thot, Osiris wiederzubeleben, sie muss aber ein künstliches Glied anbringen. Auf diesem Wege gelingt es ihr dann, mit Horus schwanger zu werden.

## In der Geschichte

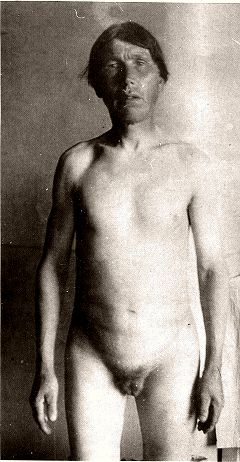
Männlicher Skopze

In der Vergangenheit wurde in vielen Kulturen bei bestimmten Gruppen von Eunuchen eine Penektomie durchgeführt, beispielsweise bei afrikanischen Eunuchen des ostafrikanischen Sklavenhandels. Des Weiteren unterzieht sich zumindest ein Teil der indischen Hijras nicht nur einer Kastration, sondern auch einer Penektomie.
Die im 19. Jahrhundert in Russland verbreitete Religionsgemeinschaft der Skopzen praktizierte die Penektomie bei männlichen Mitgliedern als Zeichen der Aufnahme in die Gemeinde.

## Penektomie als Körpermodifikation
Innerhalb der Körpermodifikationsszene werden gelegentlich im gleichen Sinne wirkende (konsensuelle) Penektomien durchgeführt. Dies kommt jedoch wegen der Schwere des Eingriffs sowie der weitreichenden Folgen sehr selten vor. Etwas häufiger wird eine Glansektomie (s. o.) durchgeführt, allerdings stellt auch dies eher eine Ausnahme dar.

## Penektomie bei Paraphilie
Im Gegensatz zu einem medizinischen Eingriff als Therapie stehen paraphile Neigungen, wie zum Beispiel der Fall des sogenannten „Kannibalen von Rotenburg“ Armin Meiwes, die zudem medizinisch gesehen gar keine Penektomie im eigentlichen Sinn darstellen.